# Peranamallūr
Peranamallūr är en ort i Indien.   Den ligger i distriktet Tiruvannamalai och delstaten Tamil Nadu, i den södra delen av landet, 1 800 km söder om huvudstaden New Delhi. Peranamallūr ligger 128 meter över havet och antalet invånare är 5 723.
Terrängen runt Peranamallūr är platt. Runt Peranamallūr är det tätbefolkat, med 383 invånare per kvadratkilometer. Närmaste större samhälle är Cheyyar, 15,5 km nordost om Peranamallūr. Trakten runt Peranamallūr består till största delen av jordbruksmark.